# Aristolochia elegans
Aristolochia elegans är en piprankeväxtart som beskrevs av Maxwell Tylden Masters. Aristolochia elegans ingår i släktet piprankor, och familjen piprankeväxter. Inga underarter finns listade i Catalogue of Life.